# Haute Matsiatra
Haute Matsiatra is een regio in Madagaskar. De regio heeft een oppervlakte 21.080 km² en de regio heeft 1.136.260 inwoners. De regio grenst in het noorden aan Amoron'i Mania, in het oosten aan Vatovavy-Fitovinany, in het zuiden aan Ihorombe en in het westen aan Atsimo-Andrefana. De hoofdstad is Fianarantsoa.

## Districten
De regio is verdeeld in vijf districten.
- Ambalavao
- Ambohimahasoa
- Fianarantsoa I (het stadsdistrict)
- Fianarantsoa II (het omliggende platteland)
- Ikalamavony